# Tournoi féminin de rugby à sept aux Jeux olympiques d'été de 2016
Cet article traite de l'épreuve féminine. Pour la compétition masculine, voir Tournoi masculin de rugby à sept aux Jeux olympiques d'été de 2016.
Navigation
Tokyo 2020
Le tournoi féminin de rugby à sept des Jeux olympiques d’été de 2016 se déroule du 6 août 2016 au 8 août 2016 au stade de Deodoro de Rio de Janeiro. C'est le premier tournoi de rugby à sept dans l'histoire des Jeux olympiques.

## Acteurs du tournoi

### Équipes qualifiées

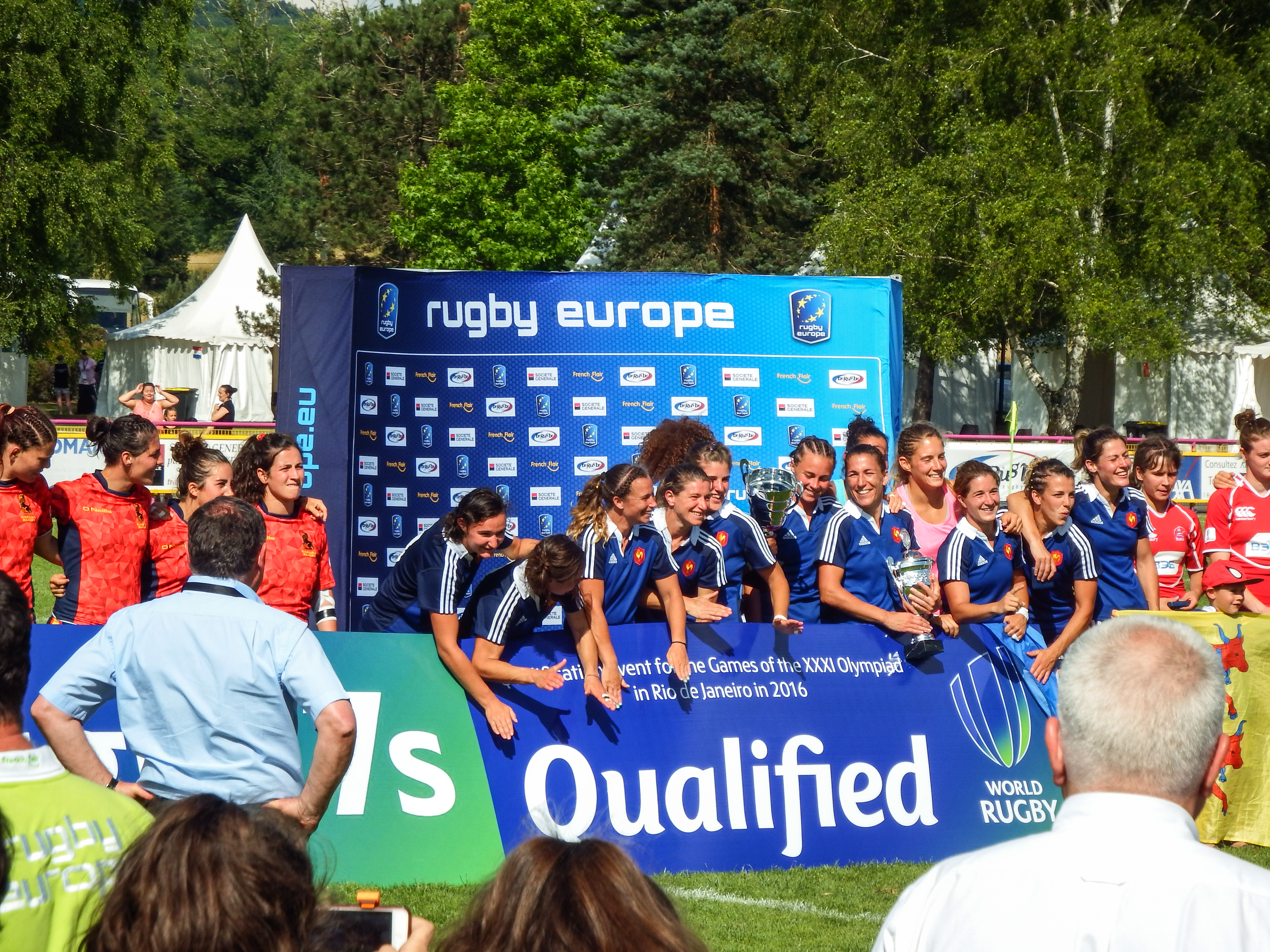
Les Françaises se qualifient en juin 2015 par l'intermédiaire du tournoi européen.

Chaque Comité national olympique peut engager une seule équipe dans la compétition.
Les épreuves qualificatives du tournoi féminin de rugby à sept des Jeux olympiques se déroulent du 23 mai 2015 au 25 juin 2016. En tant que pays hôte, le Brésil est qualifié d'office, tandis que les autres équipes passent par différents modes de qualifications mondiales et continentales. 
Au terme de la phase de qualification qui a vu l'Espagne décrocher la dernière place, les 12 équipes qui participent aux Jeux olympiques de Rio sont connues.
| Compétition                         | Date              | Lieu          | Places | Qualifiés        |
| ----------------------------------- | ----------------- | ------------- | ------ | ---------------- |
| Pays organisateur                   | 2 octobre 2009    |               | 1      | Brésil           |
| Série mondiale 2014-15              | 23 mai 2015       | Multiple      | 4      | Australie        |
| Série mondiale 2014-15              | 23 mai 2015       | Multiple      | 4      | Canada           |
| Série mondiale 2014-15              | 23 mai 2015       | Multiple      | 4      | Grande-Bretagne  |
| Série mondiale 2014-15              | 23 mai 2015       | Multiple      | 4      | Nouvelle-Zélande |
| Championnat d'Amérique du Sud 2015  | 7 juin 2015       | Santa Fe      | 1      | Colombie         |
| Championnat d'Amérique du Nord 2015 | 14 juin 2015      | Cary          | 1      | États-Unis       |
| Championnat d'Europe 2015           | 19 juillet 2015   | Multiple      | 1      | France           |
| Championnat d'Afrique 2015          | 27 septembre 2015 | Johannesbourg | 1      | Kenya            |
| Championnat d'Océanie 2015          | 15 novembre 2015  | Auckland      | 1      | Fidji            |
| Championnat d'Asie 2015             | 29 novembre 2015  | Multiple      | 1      | Japon            |
| Tournoi olympique qualificatif 2016 | 25 juin 2016      | Dublin        | 1      | Espagne          |
| Total                               |                   |               | 12     |                  |

### Arbitres
En avril 2016, World Rugby publie la liste des arbitres officiant aux Jeux olympiques.
- Aimee Barrett
- Jess Beard
- Maria Beatrice Benvenuti
- James Bolabiu
- Sara Cox
- Sakurako Kawasaki
- Rose LaBrèche
- Gabriel Lee
- Alhambra Nievas
- Amy Perrett
- Alex Pratt
- Rasta Rasivhenge

Quelques arbitres sélectionnés
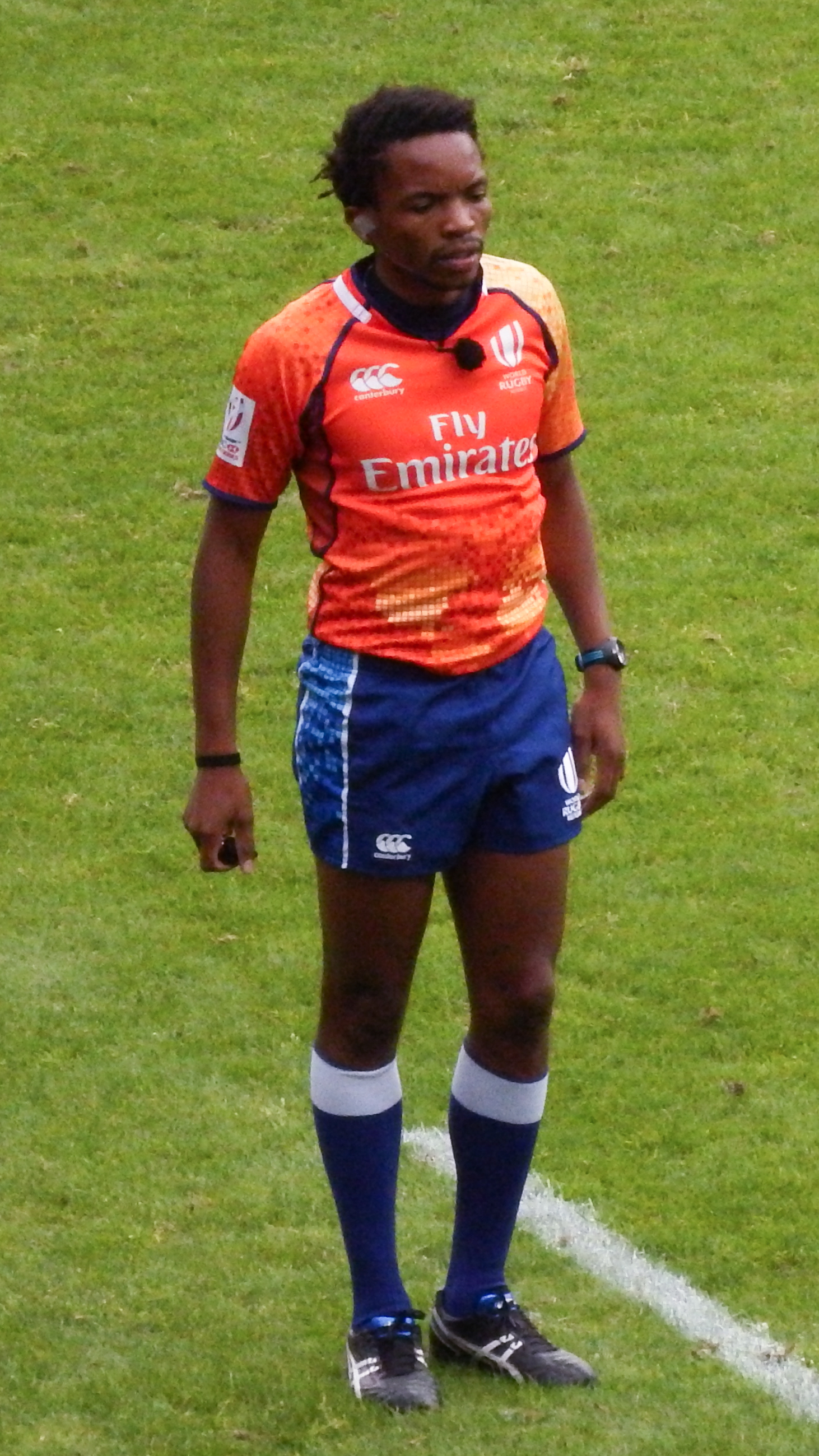
Rasta Rasivhenge

### Joueuses

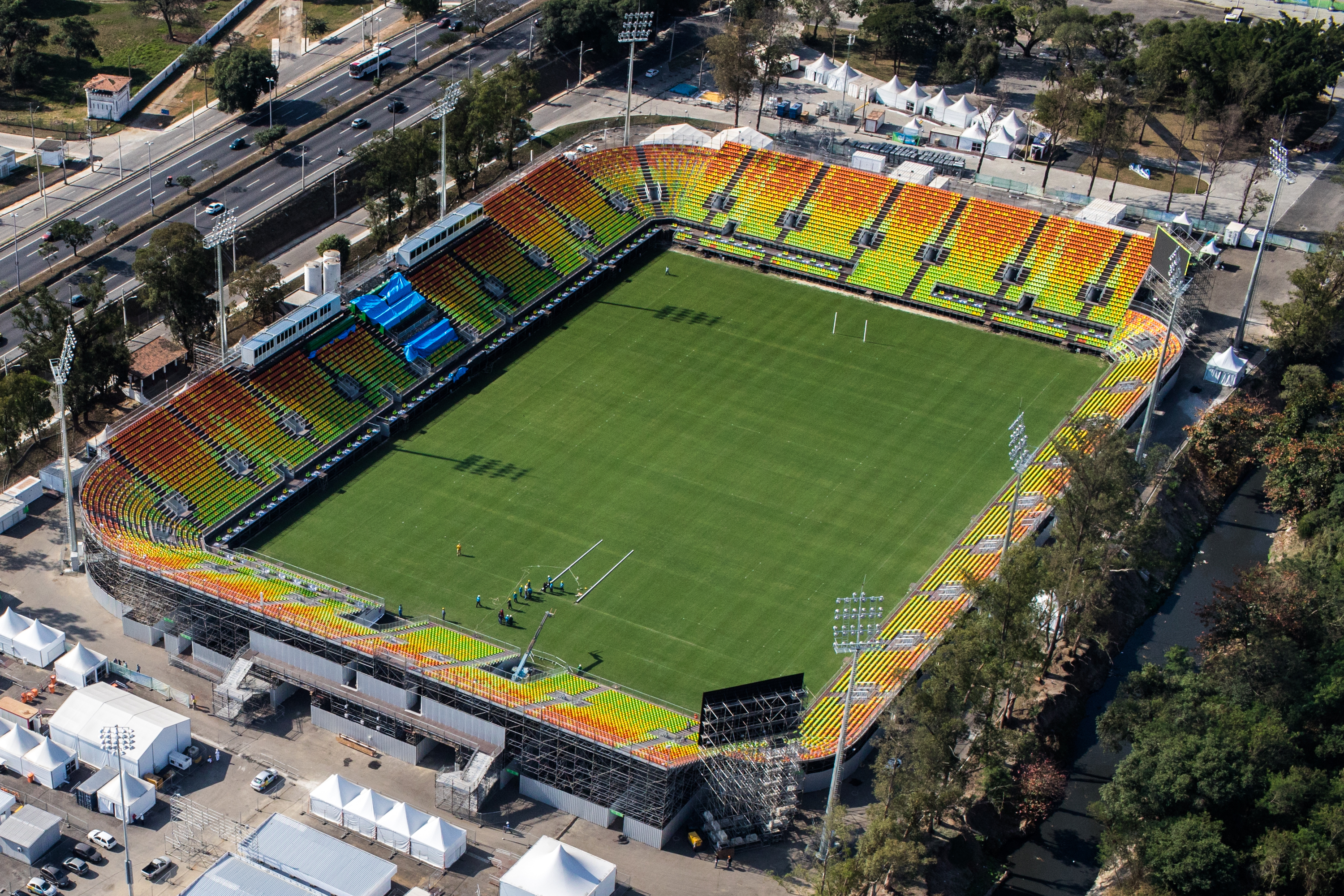
Vue aérienne du stade de Deodoro.

## Composition des poules
| Poule A    | Poule B          | Poule C         |
| ---------- | ---------------- | --------------- |
| Australie  | Nouvelle-Zélande | Canada          |
| États-Unis | France           | Grande-Bretagne |
| Fidji      | Espagne          | Brésil          |
| Colombie   | Kenya            | Japon           |

## Résultats

### Phase de poules

#### Poule A
| Rang | Pays       | J | V | N | D | Pm  | Pe  | Diff | Pts |
| ---- | ---------- | - | - | - | - | --- | --- | ---- | --- |
| 1    | Australie  | 3 | 2 | 1 | 0 | 101 | 12  | +89  | 8   |
| 2    | Fidji      | 3 | 2 | 0 | 1 | 48  | 43  | +5   | 7   |
| 3    | États-Unis | 3 | 1 | 1 | 1 | 67  | 24  | +43  | 6   |
| 4    | Colombie   | 3 | 0 | 0 | 3 | 0   | 137 | -137 | 3   |

|  | Qualifié pour les quarts de finale    |
|  | Qualifié pour le classement de 9 à 12 |

| 6 août 2016 13 h UTC-3 | États-Unis                                                   | 7 - 12 (0 - 7) | Fidji                                                               | stade de Deodoro, Rio de Janeiro |
| 6 août 2016 13 h UTC-3 | Essai(s) : Kelter (10e) Transformation(s) : Baravilala (10e) |                | Essai(s) : Tisolo (4e), Ravisa (8e) Transformation(s) : Tisolo (4e) | stade de Deodoro, Rio de Janeiro |
| 6 août 2016 13 h UTC-3 |                                                              |                |                                                                     | stade de Deodoro, Rio de Janeiro |

| 6 août 2016 13 h 30 UTC-3 | Australie | 53 - 0 (27 - 0) | Colombie | stade de Deodoro, Rio de Janeiro |
| 6 août 2016 13 h 30 UTC-3 | Essai(s) : Williams (1re), Caslick (3e, 7e, 8e), Tonegato (5e), Parry (7e), Beck (10e, 13e), Turner (12e) Transformation(s) : Dalton (3e, 8e, 10e), Etheridge (13e) |                 |          | stade de Deodoro, Rio de Janeiro |
| 6 août 2016 13 h 30 UTC-3 | |                 |          | stade de Deodoro, Rio de Janeiro |

| 6 août 2016 18 h UTC-3 | États-Unis | 48 - 0 (24 - 0) | Colombie | stade de Deodoro, Rio de Janeiro |
| 6 août 2016 18 h UTC-3 | Essai(s) : Kelter (1re, 4e), Doyle (6e), Johnson (7e, 13e), Javelet (8e), Carlyle (11e), Faavesi (14e) Transformation(s) : Kelter (1re, 4e), Baravilala (8e, 11e) |                 |          | stade de Deodoro, Rio de Janeiro |
| 6 août 2016 18 h UTC-3 | |                 |          | stade de Deodoro, Rio de Janeiro |

| 6 août 2016 18 h 30 UTC-3 | Australie | 36 - 0 (19 - 0) | Fidji | stade de Deodoro, Rio de Janeiro |
| 6 août 2016 18 h 30 UTC-3 | Essai(s) : Cherry (1re), Tonegato (4e, 13e), Caslick (5e), Green (10e), Dalton (14e) Transformation(s) : Dalton (1re, 5e, 13e) |                 |       | stade de Deodoro, Rio de Janeiro |
| 6 août 2016 18 h 30 UTC-3 | |                 |       | stade de Deodoro, Rio de Janeiro |

| 7 août 2016 13 h UTC-3 | Fidji | 36 - 0 (24 - 0) | Colombie | stade de Deodoro, Rio de Janeiro |
| 7 août 2016 13 h UTC-3 | Essai(s) : Daveau (1re, 3e), Tinai (5e), Roqica (7e), Riwai (9e), Nagasau (14e) Transformation(s) : Tinai (1re, 5e), Riwai (9e) |                 |          | stade de Deodoro, Rio de Janeiro |
| 7 août 2016 13 h UTC-3 | |                 |          | stade de Deodoro, Rio de Janeiro |

| 7 août 2016 13 h 30 UTC-3 | Australie                                                      | 12 - 12 (5 - 0) | États-Unis                                                       | stade de Deodoro, Rio de Janeiro |
| 7 août 2016 13 h 30 UTC-3 | Essai(s) : Tonegato (4e, 14e) Transformation(s) : Dalton (14e) |                 | Essai(s) : Javelet (9e, 11e) Transformation(s) : Baravilala (9e) | stade de Deodoro, Rio de Janeiro |
| 7 août 2016 13 h 30 UTC-3 |                                                                |                 |                                                                  | stade de Deodoro, Rio de Janeiro |

#### Poule B
| Rang | Pays             | J | V | N | D | Pm  | Pe  | Diff | Pts |
| ---- | ---------------- | - | - | - | - | --- | --- | ---- | --- |
| 1    | Nouvelle-Zélande | 3 | 3 | 0 | 0 | 109 | 12  | +97  | 9   |
| 2    | France           | 3 | 2 | 0 | 1 | 71  | 40  | +31  | 7   |
| 3    | Espagne          | 3 | 1 | 0 | 2 | 31  | 65  | -34  | 5   |
| 4    | Kenya            | 3 | 0 | 0 | 3 | 17  | 111 | -94  | 3   |

|  | Qualifié pour les quarts de finale    |
|  | Qualifié pour le classement de 9 à 12 |

| 6 août 2016 11 h UTC-3 | France | 24 - 7 (12 - 0) | Espagne                                                        | stade de Deodoro, Rio de Janeiro |
| 6 août 2016 11 h UTC-3 | Essai(s) : Grassineau (3e), Guérin (7e), Ladagnous (9e), Guiglion (13e) Transformation(s) : Biscarat (3e, 9e) |                 | Essai(s) : P. García (11e) Transformation(s) : P. García (11e) | stade de Deodoro, Rio de Janeiro |
| 6 août 2016 11 h UTC-3 | |                 |                                                                | stade de Deodoro, Rio de Janeiro |

| 6 août 2016 11 h 30 UTC-3 | Nouvelle-Zélande | 52 - 0 (21 - 0) | Kenya | stade de Deodoro, Rio de Janeiro |
| 6 août 2016 11 h 30 UTC-3 | Essai(s) : Woodman (1re, 8e, 13e), McAlister (3e, 14e), Manuel (6e), Broughton (10e), Williams (14e) Transformation(s) : Nathan-Wong (1re, 3e, 6e, 8e, 10e), Brazier (14e) |                 |       | stade de Deodoro, Rio de Janeiro |
| 6 août 2016 11 h 30 UTC-3 | |                 |       | stade de Deodoro, Rio de Janeiro |

| 6 août 2016 16 h UTC-3 | France | 40 - 7 (14 - 7) | Kenya                                                  | stade de Deodoro, Rio de Janeiro |
| 6 août 2016 16 h UTC-3 | Essai(s) : Ladagnous (4e, 14e), Le Pesq (7e), Horta (8e), Guérin (11e), Amiel (14e) Transformation(s) : Le Pesq (4e, 7e, 8e, 11e), Biscarat (14e) |                 | Essai(s) : Masinde (7e) Transformation(s) : Owino (7e) | stade de Deodoro, Rio de Janeiro |
| 6 août 2016 16 h UTC-3 | |                 |                                                        | stade de Deodoro, Rio de Janeiro |

| 6 août 2016 16 h 30 UTC-3 | Nouvelle-Zélande | 31 - 5 (12 - 0) | Espagne                 | stade de Deodoro, Rio de Janeiro |
| 6 août 2016 16 h 30 UTC-3 | Essai(s) : Woodman (2e), McAlister (3e, 12e), Nathan-Wong (8e), Fitzpatrick (14e) Transformation(s) : Nathan-Wong (3e, 8e, 14e) |                 | Essai(s) : Casado (11e) | stade de Deodoro, Rio de Janeiro |
| 6 août 2016 16 h 30 UTC-3 | |                 |                         | stade de Deodoro, Rio de Janeiro |

| 7 août 2016 11 h UTC-3 | Espagne                                                                       | 19 - 10 (5 - 5) | Kenya                              | stade de Deodoro, Rio de Janeiro |
| 7 août 2016 11 h UTC-3 | Essai(s) : Pla (1re), Bravo (9e, 12e) Transformation(s) : P. García (9e, 12e) |                 | Essai(s) : Nziwa (6e), Okelo (14e) | stade de Deodoro, Rio de Janeiro |
| 7 août 2016 11 h UTC-3 |                                                                               |                 |                                    | stade de Deodoro, Rio de Janeiro |

| 7 août 2016 11 h 30 UTC-3 | Nouvelle-Zélande | 26 - 7 (19 - 7) | France                                                       | stade de Deodoro, Rio de Janeiro |
| 7 août 2016 11 h 30 UTC-3 | Essai(s) : Brazier (1re), Manuel (3e), Woodman (6e), McAlister (13e) Transformation(s) : Nathan-Wong (1re, 3e, 13e) |                 | Essai(s) : Grassineau (7e) Transformation(s) : Biscarat (7e) | stade de Deodoro, Rio de Janeiro |
| 7 août 2016 11 h 30 UTC-3 | |                 |                                                              | stade de Deodoro, Rio de Janeiro |

#### Poule C
| Rang | Pays            | J | V | N | D | Pm | Pe  | Diff | Pts |
| ---- | --------------- | - | - | - | - | -- | --- | ---- | --- |
| 1    | Grande-Bretagne | 3 | 3 | 0 | 0 | 91 | 3   | +88  | 9   |
| 2    | Canada          | 3 | 2 | 0 | 1 | 83 | 22  | +61  | 7   |
| 3    | Brésil          | 3 | 1 | 0 | 2 | 29 | 93  | -64  | 5   |
| 4    | Japon           | 3 | 0 | 0 | 3 | 10 | 111 | -101 | 3   |

|  | Qualifié pour les quarts de finale    |
|  | Qualifié pour le classement de 9 à 12 |

| 6 août 2016 12 h UTC-3 | Grande-Bretagne                                                                                           | 29 - 3 (7 - 3) | Brésil                        | Stade de Deodoro, Rio de Janeiro Arbitre : Alhambra Nievas |
| 6 août 2016 12 h UTC-3 | Essai(s) : 5 Watmore (5e), Hunt (9e, 12e), Joyce (14e), Scott (14e) Transformation(s) : 2 McLean (5e, 9e) |                | Pénalité(s) : 1 Kochhann (7e) | Stade de Deodoro, Rio de Janeiro Arbitre : Alhambra Nievas |
| 6 août 2016 12 h UTC-3 | |                |                               | Stade de Deodoro, Rio de Janeiro Arbitre : Alhambra Nievas |

| 6 août 2016 12 h 30 UTC-3 | Canada | 45 - 0 (26 - 0) | Japon | Stade de Deodoro, Rio de Janeiro Arbitre : James Bolabiu |
| 6 août 2016 12 h 30 UTC-3 | Essai(s) : 7 Landry (1re, 6e), Moleschi (3e), Farella (4e, 9e), Benn (13e), Watcham-Roy (14e) Transformation(s) : 5 Landry (1re, 3e, 6e), Russell (13e, 14e) |                 |       | Stade de Deodoro, Rio de Janeiro Arbitre : James Bolabiu |
| 6 août 2016 12 h 30 UTC-3 | |                 |       | Stade de Deodoro, Rio de Janeiro Arbitre : James Bolabiu |

| 6 août 2016 17 h UTC-3 | Grande-Bretagne | 40 - 0 (26 - 0) | Japon | Stade de Deodoro, Rio de Janeiro Arbitre : Rasta Rasivhenge |
| 6 août 2016 17 h UTC-3 | Essai(s) : 6 Wilson-Hardy (1re), Richardson (4e), Watmore (6e), McLean (7e), Scott (10e), Fischer (16e) Transformation(s) : 5 Richardson (1re, 4e, 6e), Scott (10e, 16e) |                 |       | Stade de Deodoro, Rio de Janeiro Arbitre : Rasta Rasivhenge |
| 6 août 2016 17 h UTC-3 | |                 |       | Stade de Deodoro, Rio de Janeiro Arbitre : Rasta Rasivhenge |

| 6 août 2016 17 h 30 UTC-3 | Canada | 38 - 0 (26 - 0) | Brésil | Stade de Deodoro, Rio de Janeiro Arbitre : Amy Perrett |
| 6 août 2016 17 h 30 UTC-3 | Essai(s) : 6 Paquin (1re, 7e), Kish (5e), Moleschi (6e), Farella (12e, 17e) Transformation(s) : 4 Russell (6e, 7e, 12e), Landry (1re) |                 |        | Stade de Deodoro, Rio de Janeiro Arbitre : Amy Perrett |
| 6 août 2016 17 h 30 UTC-3 | |                 |        | Stade de Deodoro, Rio de Janeiro Arbitre : Amy Perrett |

| 7 août 2016 12 h UTC-3 | Brésil | 26 - 10 (5 - 5) | Japon                                   | Stade de Deodoro, Rio de Janeiro Arbitre : Gabriel Lee |
| 7 août 2016 12 h UTC-3 | Essai(s) : 4 Ishibashi (2e), Muhlbauer (10e, 14e), Araújo (12e) Transformation(s) : 3 Kochhann (10e, 12e), Balconi (14e) |                 | Essai(s) : 2 Kuwai (7e), Yamaguchi (8e) | Stade de Deodoro, Rio de Janeiro Arbitre : Gabriel Lee |
| 7 août 2016 12 h UTC-3 | |                 |                                         | Stade de Deodoro, Rio de Janeiro Arbitre : Gabriel Lee |

| 7 août 2016 12 h 30 UTC-3 | Canada | 0 - 22 (0 - 10)                                                                                             | Grande-Bretagne | Stade de Deodoro, Rio de Janeiro Arbitre : Jess Beard |
| 7 août 2016 12 h 30 UTC-3 |        | Essai(s) : 4 Richardson (4e), Wilson-Hardy (6e), Scarratt (10e, 12e) Transformation(s) : 1 Richardson (12e) |                 | Stade de Deodoro, Rio de Janeiro Arbitre : Jess Beard |
| 7 août 2016 12 h 30 UTC-3 |        | |                 | Stade de Deodoro, Rio de Janeiro Arbitre : Jess Beard |

### Phase finale

#### Médailles
|  | Quarts de finale       | Quarts de finale       |                        |                        | Demi-finales           | Demi-finales           |    |  | Finale              | Finale              |
|  | Quarts de finale       | Quarts de finale       |                        |                        | Demi-finales           | Demi-finales           |    |  | Finale              | Finale              |
|  |                        |                        |                        |                        |                        |                        |    |  |                     |                     |
|  | 7 août à 17 h UTC-3    | 7 août à 17 h UTC-3    |                        |                        | 8 août à 14 h 30 UTC-3 | 8 août à 14 h 30 UTC-3 |    |  | 8 août à 19 h UTC-3 | 8 août à 19 h UTC-3 |
|  | 7 août à 17 h UTC-3    | 7 août à 17 h UTC-3    |                        |                        | 8 août à 14 h 30 UTC-3 | 8 août à 14 h 30 UTC-3 |    |  | 8 août à 19 h UTC-3 | 8 août à 19 h UTC-3 |
|  | Australie              | 24                     |                        |                        | 8 août à 14 h 30 UTC-3 | 8 août à 14 h 30 UTC-3 |    |  | 8 août à 19 h UTC-3 | 8 août à 19 h UTC-3 |
|  | Australie              | 24                     |                        |                        | 8 août à 14 h 30 UTC-3 | 8 août à 14 h 30 UTC-3 |    |  | 8 août à 19 h UTC-3 | 8 août à 19 h UTC-3 |
|  | Espagne                | 0                      |                        |                        | 8 août à 14 h 30 UTC-3 | 8 août à 14 h 30 UTC-3 |    |  | 8 août à 19 h UTC-3 | 8 août à 19 h UTC-3 |
|  | Espagne                | 0                      | Australie              | 17                     |                        |                        |    |  | 8 août à 19 h UTC-3 | 8 août à 19 h UTC-3 |
|  | 7 août à 17 h 30 UTC-3 |                        | Australie              | 17                     |                        |                        |    |  | 8 août à 19 h UTC-3 | 8 août à 19 h UTC-3 |
|  |                        | Canada                 | 5                      |                        |                        |                        |    |  | 8 août à 19 h UTC-3 | 8 août à 19 h UTC-3 |
|  | Canada                 | Canada                 | 5                      | 15                     |                        |                        |    |  | 8 août à 19 h UTC-3 | 8 août à 19 h UTC-3 |
|  | Canada                 |                        |                        | 15                     |                        |                        |    |  | 8 août à 19 h UTC-3 | 8 août à 19 h UTC-3 |
|  | France                 | 5                      |                        |                        |                        |                        |    |  | 8 août à 19 h UTC-3 | 8 août à 19 h UTC-3 |
|  | France                 | 5                      | Australie              | 24                     |                        |                        |    |  |                     |                     |
|  | 7 août à 18 h UTC-3    |                        | Australie              | 24                     |                        |                        |    |  |                     |                     |
|  |                        | Nouvelle-Zélande       | 17                     |                        |                        |                        |    |  |                     |                     |
|  | Grande-Bretagne        | Nouvelle-Zélande       | 17                     | 26                     |                        |                        |    |  |                     |                     |
|  | Grande-Bretagne        | 8 août à 15 h UTC-3    |                        | 26                     |                        |                        |    |  |                     |                     |
|  | Fidji                  | 7                      |                        |                        |                        |                        |    |  |                     |                     |
|  | Fidji                  | 7                      | Grande-Bretagne        | 7                      |                        |                        |    |  |                     |                     |
|  | 7 août à 18 h 30 UTC-3 | 7 août à 18 h 30 UTC-3 | Grande-Bretagne        | 7                      | Médaille de bronze     | Médaille de bronze     |    |  |                     |                     |
|  | 7 août à 18 h 30 UTC-3 | 7 août à 18 h 30 UTC-3 |                        | Nouvelle-Zélande       | Médaille de bronze     | Médaille de bronze     | 25 |  |                     |                     |
|  | Nouvelle-Zélande       | 5                      | 8 août à 18 h 30 UTC-3 | 8 août à 18 h 30 UTC-3 |                        |                        | 25 |  |                     |                     |
|  | Nouvelle-Zélande       | 5                      | 8 août à 18 h 30 UTC-3 | 8 août à 18 h 30 UTC-3 |                        |                        |    |  |                     |                     |
|  | États-Unis             | 0                      |                        | Canada                 | 33                     |                        |    |  |                     |                     |
|  | États-Unis             | 0                      |                        | Canada                 | 33                     |                        |    |  |                     |                     |
|  |                        |                        |                        |                        |                        |                        |    |  | Grande-Bretagne     | 10                  |
|  |                        |                        |                        |                        |                        |                        |    |  | Grande-Bretagne     | 10                  |

Quarts de finale
| 7 août 2016 17 h UTC-3 | Australie                                                                                       | 24 - 0 (12 - 0) | Espagne | stade de Deodoro, Rio de Janeiro Arbitre : Jess Beard |
| 7 août 2016 17 h UTC-3 | Essai(s) : 4 Tonegato (3e), Caslick (5e, 9e), Green (14e) Transformation(s) : 2 Dalton (5e, 9e) |                 |         | stade de Deodoro, Rio de Janeiro Arbitre : Jess Beard |
| 7 août 2016 17 h UTC-3 |                                                                                                 |                 |         | stade de Deodoro, Rio de Janeiro Arbitre : Jess Beard |

| 7 août 2016 17 h 30 UTC-3 | Canada                                                  | 15 - 5 (0 - 5) | France                    | stade de Deodoro, Rio de Janeiro Arbitre : Amy Perrett |
| 7 août 2016 17 h 30 UTC-3 | Essai(s) : 3 Moleschi (6e), Farella (12e), Landry (14e) |                | Essai(s) : 1 Le Pesq (3e) | stade de Deodoro, Rio de Janeiro Arbitre : Amy Perrett |
| 7 août 2016 17 h 30 UTC-3 |                                                         |                |                           | stade de Deodoro, Rio de Janeiro Arbitre : Amy Perrett |

| 7 août 2016 18 h UTC-3 | Grande-Bretagne                                                                                           | 26 - 7 (19 - 7) | Fidji                                                      | stade de Deodoro, Rio de Janeiro Arbitre : Alhambra Nievas |
| 7 août 2016 18 h UTC-3 | Essai(s) : 4 Brown (1re, 12e), Richardson (4e), Waterman (7e) Transformation(s) : 3 McLean (1re, 4e, 12e) |                 | Essai(s) : 1 Naiqato (3e) Transformation(s) : 1 Tinai (3e) | stade de Deodoro, Rio de Janeiro Arbitre : Alhambra Nievas |
| 7 août 2016 18 h UTC-3 | |                 |                                                            | stade de Deodoro, Rio de Janeiro Arbitre : Alhambra Nievas |

| 7 août 2016 18 h 30 UTC-3 | Nouvelle-Zélande          | 5 - 0 (5 - 0) | États-Unis | stade de Deodoro, Rio de Janeiro Arbitre : Rasta Rasivhenge |
| 7 août 2016 18 h 30 UTC-3 | Essai(s) : 1 Woodman (7e) |               |            | stade de Deodoro, Rio de Janeiro Arbitre : Rasta Rasivhenge |
| 7 août 2016 18 h 30 UTC-3 |                           |               |            | stade de Deodoro, Rio de Janeiro Arbitre : Rasta Rasivhenge |

Demi-finales
| 8 août 2016 14 h 30 UTC-3 | Australie                                                                    | 17 - 5 (12 - 0) | Canada                      | stade de Deodoro, Rio de Janeiro Arbitre : Rasta Rasivhenge |
| 8 août 2016 14 h 30 UTC-3 | Essai(s) : 3 Cherry (3e, 7e), Dalton (10e) Transformation(s) : 1 Dalton (3e) |                 | Essai(s) : 1 Williams (13e) | stade de Deodoro, Rio de Janeiro Arbitre : Rasta Rasivhenge |
| 8 août 2016 14 h 30 UTC-3 |                                                                              |                 |                             | stade de Deodoro, Rio de Janeiro Arbitre : Rasta Rasivhenge |

| 8 août 2016 15 h UTC-3 | Grande-Bretagne                                                | 7 - 25 (7 - 15) | Nouvelle-Zélande                                          | stade de Deodoro, Rio de Janeiro Arbitre : Amy Perrett |
| 8 août 2016 15 h UTC-3 | Essai(s) : 1 Richardson (4e) Transformation(s) : 1 McLean (4e) |                 | Essai(s) : 5 Woodman (2e, 7e, 8e), Tui (5e), Manuel (10e) | stade de Deodoro, Rio de Janeiro Arbitre : Amy Perrett |
| 8 août 2016 15 h UTC-3 |                                                                |                 |                                                           | stade de Deodoro, Rio de Janeiro Arbitre : Amy Perrett |

Match pour la médaille de bronze
| 8 août 2016 18 h 30 UTC-3 | Canada | 33 - 10 (26 - 5) | Grande-Bretagne                         | stade de Deodoro, Rio de Janeiro Arbitre : Amy Perrett |
| 8 août 2016 18 h 30 UTC-3 | Essai(s) : 5 Paquin (3e), Landry (6e, 16e), Farella 9e, Russell (10e) Transformation(s) : 4 Landry (3e, 6e, 10e, 16e) |                  | Essai(s) : 2 Waterman (4e), Joyce (13e) | stade de Deodoro, Rio de Janeiro Arbitre : Amy Perrett |
| 8 août 2016 18 h 30 UTC-3 | |                  |                                         | stade de Deodoro, Rio de Janeiro Arbitre : Amy Perrett |

Finale
| 8 août 2016 19 h UTC-3 | Australie | 24 - 17 (10 - 5) | Nouvelle-Zélande                                                                        | stade de Deodoro, Rio de Janeiro Arbitre : Alhambra Nievas |
| 8 août 2016 19 h UTC-3 | Essai(s) : 4 Tonegato (7e), Pelite (10e), Green (12e), Caslick (15e) Transformation(s) : 2 Dalton (12e, 15e) |                  | Essai(s) : 3 McAlister (4e, 18e), Woodman (20e) Transformation(s) : 1 Nathan-Wong (20e) | stade de Deodoro, Rio de Janeiro Arbitre : Alhambra Nievas |
| 8 août 2016 19 h UTC-3 | |                  |                                                                                         | stade de Deodoro, Rio de Janeiro Arbitre : Alhambra Nievas |

#### Cinquième place
|  | Demi-finales           | Demi-finales           |          |   | 5e place            | 5e place            |
|  | Demi-finales           | Demi-finales           |          |   | 5e place            | 5e place            |
|  |                        |                        |          |   |                     |                     |
|  | 8 août à 13 h 30 UTC-3 | 8 août à 13 h 30 UTC-3 |          |   | 8 août à 18 h UTC-3 | 8 août à 18 h UTC-3 |
|  | 8 août à 13 h 30 UTC-3 | 8 août à 13 h 30 UTC-3 |          |   | 8 août à 18 h UTC-3 | 8 août à 18 h UTC-3 |
|  | Espagne                | 12                     |          |   | 8 août à 18 h UTC-3 | 8 août à 18 h UTC-3 |
|  | Espagne                | 12                     |          |   | 8 août à 18 h UTC-3 | 8 août à 18 h UTC-3 |
|  | France                 | 24                     |          |   | 8 août à 18 h UTC-3 | 8 août à 18 h UTC-3 |
|  | France                 | 24                     | France   | 5 |                     |                     |
|  | 8 août à 14 h UTC-3    |                        | France   | 5 |                     |                     |
|  |                        | États-Unis             | 19       |   |                     |                     |
|  | Fidji                  | États-Unis             | 19       | 7 |                     |                     |
|  | Fidji                  |                        |          | 7 |                     |                     |
|  | États-Unis             | 12                     |          |   |                     |                     |
|  | États-Unis             | 12                     | 7e place |   |                     |                     |
|  |                        |                        |          |   |                     |                     |
|  | 8 août à 17 h 30 UTC-3 |                        |          |   |                     |                     |
|  |                        |                        |          |   |                     |                     |
|  | Espagne                | 21                     |          |   |                     |                     |
|  | Espagne                | 21                     |          |   |                     |                     |
|  | Fidji                  | 0                      |          |   |                     |                     |
|  | Fidji                  | 0                      |          |   |                     |                     |

Demi-finales
| 8 août 2016 13 h 30 UTC-3 | Espagne                                                                        | 12 - 24 (0 - 17) | France                                                                                | Stade de Deodoro, Rio de Janeiro Arbitre : James Bolabiu |
| 8 août 2016 13 h 30 UTC-3 | Essai(s) : 2 Erbina (12e), Echebarría (14e) Transformation(s) : 1 García (12e) |                  | Essai(s) : 4 Mayans (1re), Guérin (3e, 7e, 9e) Transformation(s) : 2 Le Pesq (3e, 9e) | Stade de Deodoro, Rio de Janeiro Arbitre : James Bolabiu |
| 8 août 2016 13 h 30 UTC-3 |                                                                                |                  |                                                                                       | Stade de Deodoro, Rio de Janeiro Arbitre : James Bolabiu |

| 8 août 2016 14 h UTC-3 | Fidji                                                   | 7 - 12 (7 - 0) | États-Unis                                                                   | Stade de Deodoro, Rio de Janeiro Arbitre : Jess Beard |
| 8 août 2016 14 h UTC-3 | Essai(s) : 1 Tavo (4e) Transformation(s) : 1 Tinai (4e) |                | Essai(s) : 2 Kelter (10e), Stephens (12e) Transformation(s) : 1 Kelter (10e) | Stade de Deodoro, Rio de Janeiro Arbitre : Jess Beard |
| 8 août 2016 14 h UTC-3 |                                                         |                |                                                                              | Stade de Deodoro, Rio de Janeiro Arbitre : Jess Beard |

Match pour la 7e place
| 8 août 2016 17 h 30 UTC-3 | Espagne                                                                                          | 21 - 0 (9 - 0) | Fidji | Stade de Deodoro, Rio de Janeiro Arbitre : Beatrice Benvenuti |
| 8 août 2016 17 h 30 UTC-3 | Essai(s) : 3 García (3e), Erbina (5e), Echebarría (7e) Transformation(s) : 3 García (3e, 5e, 7e) |                |       | Stade de Deodoro, Rio de Janeiro Arbitre : Beatrice Benvenuti |
| 8 août 2016 17 h 30 UTC-3 |                                                                                                  |                |       | Stade de Deodoro, Rio de Janeiro Arbitre : Beatrice Benvenuti |

Match pour la 5e place
| 8 août 2016 18 h UTC-3 | France                       | 5 - 19 | États-Unis                                                                                               | Stade de Deodoro, Rio de Janeiro Arbitre : Sara Cox |
| 8 août 2016 18 h UTC-3 | Essai(s) : 1 Grassineau (6e) |        | Essai(s) : 3 Kelter (8e), Javelet (9e), Fa'avesi (11e) Transformation(s) : 2 Kelter (8e), Stephens (11e) | Stade de Deodoro, Rio de Janeiro Arbitre : Sara Cox |
| 8 août 2016 18 h UTC-3 |                              |        | | Stade de Deodoro, Rio de Janeiro Arbitre : Sara Cox |

#### Neuvième place
|  | Demi-finales           | Demi-finales        |           |    | 9e place            | 9e place            |
|  | Demi-finales           | Demi-finales        |           |    | 9e place            | 9e place            |
|  |                        |                     |           |    |                     |                     |
|  | 7 août à 16 h UTC-3    | 7 août à 16 h UTC-3 |           |    | 8 août à 13 h UTC-3 | 8 août à 13 h UTC-3 |
|  | 7 août à 16 h UTC-3    | 7 août à 16 h UTC-3 |           |    | 8 août à 13 h UTC-3 | 8 août à 13 h UTC-3 |
|  | Brésil                 | 24                  |           |    | 8 août à 13 h UTC-3 | 8 août à 13 h UTC-3 |
|  | Brésil                 | 24                  |           |    | 8 août à 13 h UTC-3 | 8 août à 13 h UTC-3 |
|  | Colombie               | 0                   |           |    | 8 août à 13 h UTC-3 | 8 août à 13 h UTC-3 |
|  | Colombie               | 0                   | Brésil    | 33 |                     |                     |
|  | 7 août à 16 h 30 UTC-3 |                     | Brésil    | 33 |                     |                     |
|  |                        | Japon               | 5         |    |                     |                     |
|  | Kenya                  | Japon               | 5         | 0  |                     |                     |
|  | Kenya                  |                     |           | 0  |                     |                     |
|  | Japon                  | 24                  |           |    |                     |                     |
|  | Japon                  | 24                  | 11e place |    |                     |                     |
|  |                        |                     |           |    |                     |                     |
|  | 8 août à 12 h 30 UTC-3 |                     |           |    |                     |                     |
|  |                        |                     |           |    |                     |                     |
|  | Colombie               | 10                  |           |    |                     |                     |
|  | Colombie               | 10                  |           |    |                     |                     |
|  | Kenya                  | 22                  |           |    |                     |                     |
|  | Kenya                  | 22                  |           |    |                     |                     |

Demi-finales
| 7 août 2016 16 h UTC-3 | Brésil | 24 - 0 | Colombie | stade de Deodoro, Rio de Janeiro |
| 7 août 2016 16 h UTC-3 |        |        |          | stade de Deodoro, Rio de Janeiro |
| 7 août 2016 16 h UTC-3 |        |        |          | stade de Deodoro, Rio de Janeiro |

| 7 août 2016 16 h 30 UTC-3 | Kenya | 0 - 24 | Japon | stade de Deodoro, Rio de Janeiro |
| 7 août 2016 16 h 30 UTC-3 |       |        |       | stade de Deodoro, Rio de Janeiro |
| 7 août 2016 16 h 30 UTC-3 |       |        |       | stade de Deodoro, Rio de Janeiro |

Match pour la 11e place
| 8 août 2016 12 h 30 UTC-3 | Colombie | 10 - 22 | Kenya | stade de Deodoro, Rio de Janeiro |
| 8 août 2016 12 h 30 UTC-3 |          |         |       | stade de Deodoro, Rio de Janeiro |
| 8 août 2016 12 h 30 UTC-3 |          |         |       | stade de Deodoro, Rio de Janeiro |

Match pour la 9e place
| 8 août 2016 13 h UTC-3 | Brésil | 33 - 5 | Japon | stade de Deodoro, Rio de Janeiro |
| 8 août 2016 13 h UTC-3 |        |        |       | stade de Deodoro, Rio de Janeiro |
| 8 août 2016 13 h UTC-3 |        |        |       | stade de Deodoro, Rio de Janeiro |

## Classement
| Rang | Équipe           | MJ | V-N-D |
| ---- | ---------------- | -- | ----- |
| 1    | Australie        | 6  | 5-1-0 |
| 2    | Nouvelle-Zélande | 6  | 5-0-1 |
| 3    | Canada           | 6  | 4-0-2 |
| 4    | Grande-Bretagne  | 6  | 4-0-2 |
| 5    | États-Unis       | 6  | 3-1-2 |
| 6    | France           | 6  | 3-0-3 |
| 7    | Espagne          | 6  | 2-0-4 |
| 8    | Fidji            | 6  | 2-0-4 |
| 9    | Brésil           | 5  | 3-0-2 |
| 10   | Japon            | 5  | 1-0-4 |
| 11   | Kenya            | 5  | 1-0-4 |
| 12   | Colombie         | 5  | 0-0-5 |